# 布斯
布斯（法語：Bousse，法語發音：[bus]；洛林法兰克语：Buuss）是法国摩泽尔省的一个市镇，属于蒂永维尔区。

## 地理
布斯（49°16'45"N, 6°11'52"E）面积8.81 平方千米，位于法国大東部大區摩泽尔省，该省份为法国东北部内陆省份，是洛林的一部分，西南接默尔特-摩泽尔省，东临下莱茵省，北与卢森堡和德国接壤。
与布斯接壤的市镇（或旧市镇、城区）包括：摩泽尔河畔艾、盖南日、蒙德朗日、里什蒙、吕朗日莱蒂永维尔。

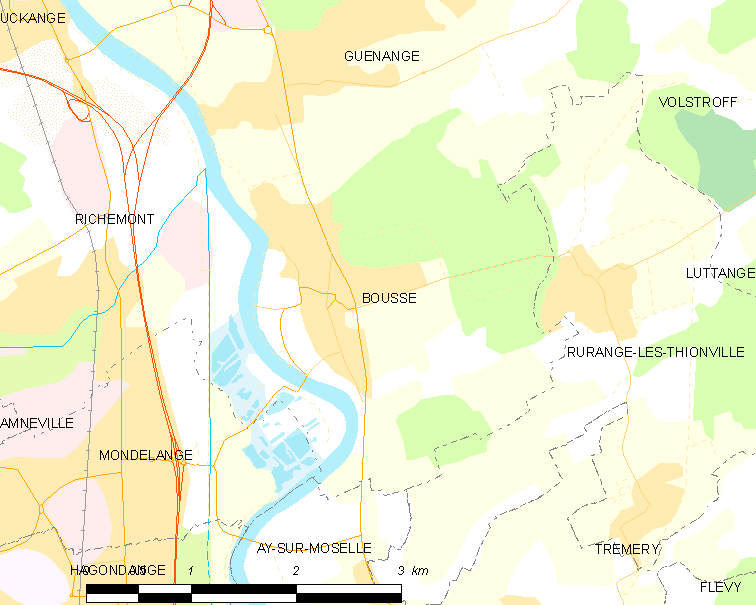
布斯的OSM定位图

布斯的时区为UTC+01:00、UTC+02:00（夏令时）。

## 行政
布斯的邮政编码为57310，INSEE市镇编码为57102。

## 政治
布斯所属的省级选区为梅采维斯县。

## 人口

1962-2008年间布斯人口变化图示

布斯于2022年1月1日时的人口数量为3254人。